# 伊丽莎白·辛格·罗
伊丽莎白-辛格-罗（Elizabeth Singer Rowe，女，1674-1737 年）是英国诗人、散文家和小说家，被称为 "她的性别和时代的装饰品 "和 "天堂歌手"。她是18世纪英国擁有最多读者的作家之一。她主要创作宗教诗歌，但她最著名的作品《死亡友谊》（1728 年）是一部杨森主义杂文集，收录了死者写给生者的虚构信件。尽管罗在死后被称为虔诚的丧亲隐士，但她仍广泛通信，并参与家乡萨默塞特郡弗洛姆的地方事务。直到19世纪，她的作品仍在大西洋两岸广受欢迎，并被翻译成多种语言。虽然今天已經很少有人读到她的作品，但学者们称她的作品无论是在风格和主题上都是那个时代的激进派，令人印象深刻。

## 人物传记
她于1674年9月11日出生于萨默塞特郡的伊尔切斯特，是伊丽莎白-波特内尔和持异议牧师沃尔特-辛格的长女。她的父母於波特内尔在伊尔切斯特监狱从事慈善工作时相识，当时辛格和其他持不同政见者被关押在那里。辛格与波特内尔结婚后离开牧师岗位，成为一名布商。伊丽莎白年轻时 "受到父亲的宠爱"，受过良好的教育。她还接受了非教会主义或分歧教派教义的教育：允许妇女在公開场合发言，参与选择牧师和接纳新教会成员；她积极参与当地教会的事务。她的父亲还培养她对文学、音乐和绘画的兴趣，据说她还上过寄宿学校。
她的妹夫西奥菲勒斯·罗在她死后出版的《杂记》的前言传记中这样描述她：“罗夫人并不是一位世俗意义上的美女，但她却拥有很大的女性魅力。她身材中等，头发是细密的赤褐色，双眸是深灰色偏蓝的，充满了火光，肤色精致白皙，脸颊上泛着天然的红晕，说话优雅。她的声音极其甜美和谐，与她嘴唇上总是流露出来的温柔语言完美契合。” 
罗的母亲在她18岁左右时去世，她的父亲举家搬到了萨默塞特郡弗洛姆的埃格福德农场，在那里，威尔特郡朗格莱特第一代韦茅斯子爵的儿子亨利-蒂恩教她学习法语和意大利语。罗在朗格莱特建立的关系使她的文学生涯受益匪浅，并与子爵的女儿弗朗西丝-蒂恩建立终生的友谊。瑟恩的曾姑母安妮.芬奇在1713年左右写了一首诗歌，其中提到了菲洛梅拉（罗），瑟恩夫妇和芬奇成为了她的赞助人。尽管约翰-邓顿、马修-普赖尔和艾萨克-瓦茨都曾向她示爱，但她还是于1710年嫁给了比她小13岁的诗人兼传记作家托马斯-罗。据说他们的婚姻很幸福，但也很短暂：1715年，托马斯死于肺结核。托马斯去世后，罗离开伦敦回到弗洛姆，与她的父亲一起居住在鲁克巷宅邸。
罗的父亲于1719年去世，给她留下了一笔可观的遗产，她将每年收入的一半捐给了慈善机构。罗曾写道："我的信应该被称为死人写给活人的书信。"她在去世前仔细整理了自己的文件，甚至给朋友们写了告别信，"这似乎是罗自己策划的死后'善终'印刷活动的一部分"。她于 1737年2月20日死于脑溢血，与她的父亲一起葬在鲁克巷公理会教堂的墓地裡。
罗是个神童，12岁开始写作，可能是在父母不知情的情况下。19岁时，她开始与书商兼雅典协会创始人约翰-邓顿（John Dunton）进行 "柏拉图式 "的通信，这也是邓顿 "离谱"、"滑稽 "和 "阴险 "的61页题为 "双重求爱 "的关系总结的素材。1693年至1696年间，她是邓顿《雅典水星报》的主要诗歌撰稿人，但后来她对自己与邓顿的关系感到后悔，因为邓顿是 "印刷界的表演艺术家"，他将男性的殷勤改编成商业印刷品的做法受到了文人的 "嘲笑"。
其中许多诗歌被转载到同样由敦顿出版的《若干场合的诗歌》中。在此期间，她以菲洛梅拉和平达里克夫人为笔名模仿平达写作，平达这种以抽象概念写颂歌的方法在17世纪晚期是一种流行的诗歌形式。
几次场合的诗(1696)

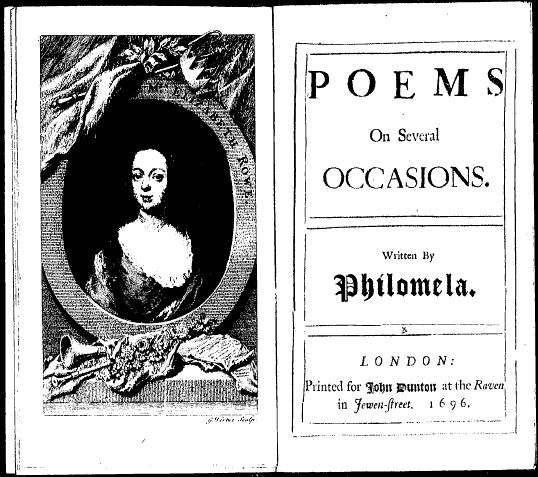
《几种场合的诗》卷首页和扉页，1696 年。

该文集由约翰·邓顿 (John Dunton) 在罗22岁时以笔名菲洛梅拉 (Philomela) 出版。
几种场合的圣歌和诗歌（1704）
这本宗教说教诗集出版于1704年，罗是其中的主要诗人，其他诗人还包括理查德-布莱克摩尔、约翰-丹尼斯和约翰-诺里斯。
《若干场合的诗歌》（1717年）这本诗集收录了牧歌、赞美诗、一首模仿安妮-基里格鲁的诗歌、一首 "强烈捍卫女性诗歌权利 "的诗歌，在这首诗歌中，伊丽莎白-约翰逊将罗尔视为 "被傲慢性别的暴政所统治 "的女性的捍卫者。这本诗集收录了她最著名的诗作之一：《论托马斯-罗先生之死》，这首慷慨激昂的诗是她在丈夫早逝后写下的。据说这首诗是波普的《艾洛伊萨致阿伯拉尔》（1720年）的灵感来源，波普也将其收录在第二版中。她在诗中写道："为了你，我立刻从这个世界上退隐，/在寂静的阴暗处哺育无望的火焰"。她信守诺言，回到了父亲位于弗洛姆的家中。

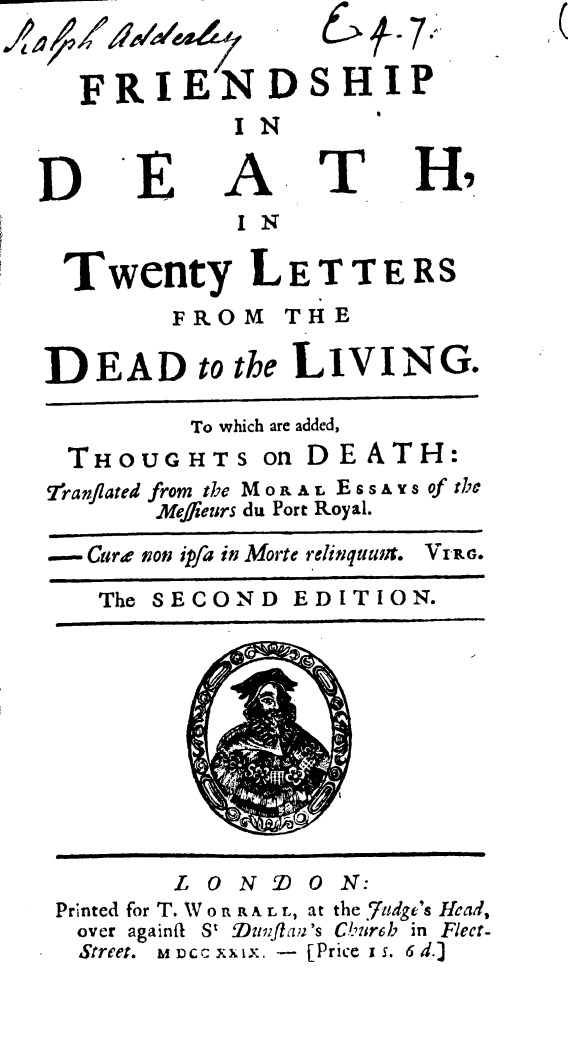
《死亡中的友谊》的扉页，第二版。第1729章

死亡中的友谊，《死者写给生者的二十封信》（1728）
毋庸置疑，她最受欢迎的作品《死亡之友》于1728年首次出版，到1825年至少出版了七十九版，到1840年又出版了十版。在18世纪，这部作品的版本数量不断超过笛福的《鲁滨逊漂流记》和理查森的《克拉丽莎》，而且随着时间变化，差距越来越大。
该作品由一些想象中的信件组成，写信人是善良的朋友和亲人，包括一个两岁的孩子写给悲痛欲绝的母亲，他们已经去世，去了天堂，并希望传授精神上的建议，主要是为了确保朋友和亲人的灵魂能上天堂。
这些信件的主题主要是道德困境和当代问题；许多信件让人联想到道德散文，而另一些信件则更接近小说中描绘的情境。在这里，罗似乎是在开展一场反对情爱小说中的自由主义的运动。
在序言中，罗阐述了她的说教意图："这些书信的主旨在于改变人们关于灵魂不朽的印象；没有灵魂不朽，一切美德和宗教，连同其暂时和永恒的善果，都将化为乌有"。根据神灵的说法，死亡是值得欢迎的，而不是令人恐惧的，因为灵魂会在天堂体验到极乐。
罗关于死亡之友最直接、最广为人知的文学模型是汤姆·布朗的《死者写给生者的信》 （1702年），尽管布朗的作品以名人为特色，他们对臭名昭著的同时代人和地狱做出了诙谐的评论。  《死亡中的友谊》受到书信传统、幽灵文学、拼凑文学和詹森主义神学的影响，并影响了许多后来的旷日持久的死亡场景，例如塞缪尔·理查森的《克拉丽莎》和莎拉·菲尔丁的《大卫简单历险记》。最后卷（1753）。 
《各种场合的信件，散文和诗歌》（1729 年）该集包括《道德与娱乐信件》的第一部分。
道德和娱乐的信件（1729-32）

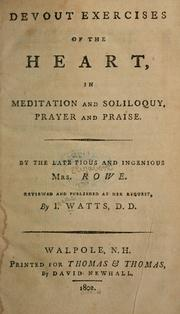
伊丽莎白·辛格·罗 (Elizabeth Singer Rowe) 的《冥想、独白、祈祷和赞美中的虔诚练习》的扉页，最初出版于 1737 年（1802 年版）。

《道德与娱乐信件》是一个由三部分组成的虚构信件系列，重点关注爱情、婚姻和死亡。也许最好将这部作品描述为一本说教杂本，它还包含宗教诗歌、田园诗、塔索的翻译以及罗和赫特福德夫人之间的信件。 第一部分，1729年，作为《死亡之友》的“某种续集”出版，代表了较新的印刷文化中手稿文化的小圈子书信交流的旧形式。 
《约瑟夫的历史》 （1736）罗的《约瑟夫的历史》 （1736）是一首延续了英国宗教史诗（如弥尔顿的《失乐园》）传统的叙事诗，并通过寓言释义为《旧约》中约瑟夫的故事增添了细节。罗的前任是理查德·布莱克莫尔的《约伯记》 （1700年）和马修·普赖尔的《所罗门，或世界的虚荣》（1718年）。 《约瑟夫》被翻译成德语，影响了瑞士诗人约翰·雅各布·博德默和德国诗人弗里德里克·克洛普斯托克，他的圣经史诗《弥赛亚》 （1749）也受到了《失乐园》的影响。在这部作品中，她继续批判放荡主义以及异教神话和祭司技艺，颂扬一位散发着贞洁美德的英雄，他抵制波提乏妻子的诱惑，罗维称她为萨布丽娜，她使用咒语、占星术和哲学论证。放荡主义试图引诱他。 
菲洛梅拉：或者，伊丽莎白·辛格夫人（现为罗）的诗（1737 年）这是 1696 年《几种场合的诗》的重印本。
《冥想与独白、祈祷与赞美中的虔诚心灵练习》 （1737）在她去世后，艾萨克·瓦茨根据她的意愿，在这部作品中修改并出版了她的宗教冥想。 
伊丽莎白·罗夫人的散文和诗集杂项作品(1739)由西奥菲勒斯·罗死后出版，该集以高度赞扬的传记和不少于十二首诗歌致敬作为序言。 

## 评价

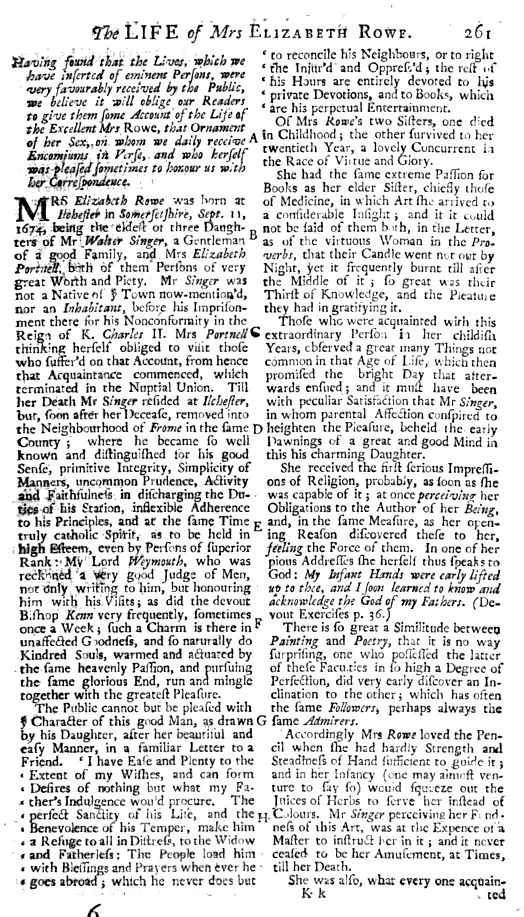
1739年5月发表在《绅士杂志》上的文章《伊丽莎白·罗夫人的一生》。

18 世纪的文学评论家和词典编纂者塞缪尔·约翰逊对罗表示赞赏，并在《杂记》评论中写道，该集中的散文家“似乎普遍模仿或试图模仿罗夫人的丰富和华丽。然而，这不仅仅是他们的赞美；他们还努力为她增添了光辉的意象和纯洁的情感”，他称赞她在风格上的掌握，“在宗教的装饰中使用了浪漫的装饰”。 十八世纪英国作家兼女学者伊丽莎白·卡特称赞罗的“思想的快乐优雅”，形容她的诗句“凭借美德而精炼”，“强大的张力唤醒了灵魂中更高尚的激情”。 [21]罗的同时代人认为她是“凯瑟琳·菲利普斯的贤德继承人”。 
她去世后，其他作家和公众都强调了她的美德。1739 年，《绅士杂志》用三个系列的篇幅介绍了罗，称她为 "性别的装饰品"。乔治-巴拉德（George Ballard）是 18 世纪的文学古董商和传记作家，他在《大不列颠几位女士回忆录》中将罗视为他驯化的贤淑谦逊的理想女作家典范。约翰-邓科姆的《女性》对她的人品和文笔都给予了高度评价。早在 1803 年，一位匿名作者就认为罗代表了 "美德和她真正的美，[应该]使她成为后起之秀的选择和钦佩"。她成为了 "文化权威"，影响了后来的女作家和 19 世纪的基督教女性活动家。直到 1855 年，她的作品几乎每年重印一次，到 1860 年已经绝版，1897 年《英国作家词典》甚至没有提到她；她的声誉从 "典范 "和 "缪斯 "变成了 "古董奇珍"。
最近的学者将罗解读为英国小说发展的关键人物：罗借用了 17 世纪末和 18 世纪初英国流行的法国和意大利浪漫小说中的固定人物和场景，改变了为拯救英国人的身体而进行的外在斗争。女主人公从诱惑者手中，通过沉思产生的良性自我控制，将女主人公的思想和灵魂从腐败的世界中拯救出来，从而确定了后来小说的情节轨迹，这一点在后来的小说中得到了证明，例如伊丽莎·海伍德的《贝特西无思想》，塞缪尔·理查森饰演的克拉丽莎和弗朗西斯·伯尼饰演的塞西莉亚。 罗的文学贡献的原始女权主义和爱情意义继续根据她的道德和说教主题进行重新评估。 